# عبد الملك الصالح المبيض
عبد الملك الصالح المبيض (1891 - 1946) معلم كويتي عمل في المدرسة المباركية، ثم أسس المدرسة العامرية عام 1919، ثم عين مدير للمدرسة الأحمدية عام 1921، ثم سكرتير لدائرة المعارف عام 1936، و أخيراً معلماً في المدرسة القبلية عام 1940.

## أبناؤه
- صالح عبد الملك الصالح - معلم و وزير كويتي
- مريم عبد الملك الصالح - أول معلمة كويتية
- عثمان عبد الملك الصالح - عميد كلية الحقوق سابقاً
- إبراهيم عبد الملك الصالح - معلم
- عبد الرحمن عبد الملك الصالح
- عبد اللطيف عبد الملك الصالح
- حمد عبد الملك الصالح
- عبد الكريم عبد الملك الصالح
- صبيحة عبد الملك الصالح
- لولوة عبد الملك الصالح
- شريفه عبد الملك الصالح